# Hospital de Maternidad Gran Duquesa Carlota
El Hospital de Maternidad Gran Duquesa Carlota (en francés: Maternité Grande-Duchesse Charlotte) es un hospital de maternidad, que forma parte del Centro Hospitalario de Luxemburgo en la Ciudad de Luxemburgo. El hospital lleva el nombre de Carlota, la gran duquesa de Luxemburgo, que reinó desde 1919 hasta 1964.

## Historia
En 1936, el desarrollo de un hospital de maternidad en Luxemburgo estuvo bajo la dirección del director de la Cruz Roja, el Dr. M. Bohler, y la escuela del estado de Pfaffenthal, bajo el control del estado, con el primer director, el Dr. Richard.
Durante la Segunda Guerra Mundial el hospital estuvo bajo el control del estado, bajo la dirección del Dr. M. Reile.
En 1951 se introdujo la primera incubadora en el hospital. Entre 1952 y 1966 se inauguró la unidad de gimnasia médica para el parto y el departamento de ginecología.
El 10 de diciembre de 1975, junto con la Clínica Pediátrica y el Hospital Municipal se formó el Centro Hospitalario de Luxemburgo.

## Nacimientos notables
Realeza
- Guillermo, gran duque heredero de Luxemburgo (nacido en 1981), hijo de Enrique, gran duque de Luxemburgo y María Teresa, gran duquesa consorte de Luxemburgo
- Príncipe Félix de Luxemburgo (nacido en 1984), segundo hijo de Enrique, gran duque de Luxemburgo y María Teresa, gran duquesa consorte de Luxemburgo
- Príncipe Luis de Luxemburgo (nacido en 1986), tercer hijo de Enrique, gran duque de Luxemburgo y María Teresa, gran duquesa consorte de Luxemburgo
- Princesa Alejandra de Luxemburgo (nacida en 1991), cuarta y única hija de Enrique, gran duque de Luxemburgo y María Teresa, gran duquesa consorte de Luxemburgo
- Príncipe Sebastián de Luxemburgo (nacido en 1992), quinto hijo de Enrique, gran duque de Luxemburgo y María Teresa, gran duquesa consorte de Luxemburgo
- Príncipe Noé de Nassau (nacido en 2007), segundo hijo de Príncipe Luis de Luxemburgo y Tessy Antony
- Princesa Amalia de Nassau (nacida en 2014), hija de Príncipe Félix y Princesa Clara de Luxemburgo
- Príncipe Carlos de Luxemburgo (nacido en 2020), hijo de Guillermo, gran duque heredero de Luxemburgo y Condesa Estefanía de Lannoy
- Príncipe Francisco de Luxemburgo (nacido en 2023), hijo de Guillermo, gran duque heredero de Luxemburgo y Condesa Estefanía de Lannoy